# Џеф Парлинг
Џеф Парлинг (енгл. Geoff Parling; 28. октобар 1983) професионални је рагбиста и енглески репрезентативац који тренутно игра за Ексетер Чифс.

## Биографија
Висок 198 цм, тежак 117 кг, Парлинг је пре Екситера играо за Њукасл Фалконс и Лестер Тајгерс. За репрезентацију Енглеске до сада је одиграо 29 тест мечева и постигао 1 есеј.